# Lillesjön (Ramkvilla socken, Småland)
Lillesjön är en sjö i Vetlanda kommun i Småland och ingår i Mörrumsåns huvudavrinningsområde. Sjön är 15 meter djup, har en yta på 0,465 kvadratkilometer och är belägen 204,2 meter över havet. Sjön avvattnas av vattendraget Käringabäcken. Vid provfiske har abborre, gädda, löja och mört fångats i sjön.

## Delavrinningsområde
Lillesjön ingår i det delavrinningsområde (633620-144846) som SMHI kallar för Mynnar i Örken. Medelhöjden är 238 meter över havet och ytan är 6,69 kvadratkilometer. Det finns inga delavrinningsområden uppströms utan avrinningsområdet är högsta punkten. Käringabäcken som avvattnar avrinningsområdet har biflödesordning 2, vilket innebär att vattnet flödar genom totalt 2 vattendrag innan det når havet efter 164 kilometer. Delavrinningsområdet består mestadels av skog (66 procent) och jordbruk (17 procent). Avrinningsområdet har 0,52 kvadratkilometer vattenytor vilket ger det en sjöprocent på 7,7 procent.